# Clone (biologia cellulare)

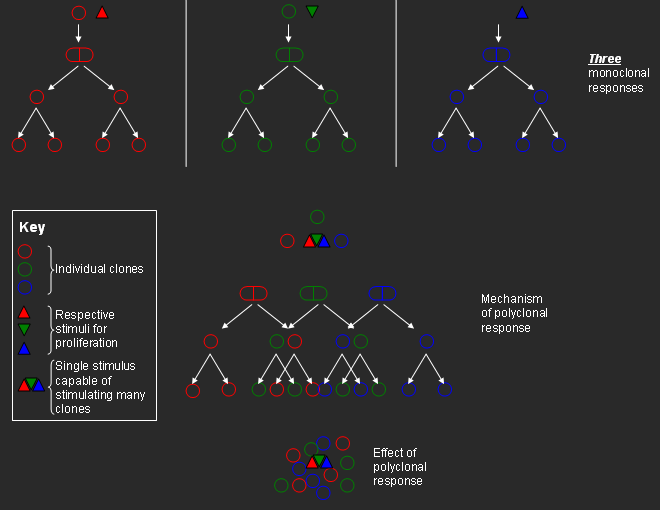
Espansione clonale e proliferazione monoclonale contro policlonale

Un clone è un gruppo di cellule identiche che condividono un antenato comune, nel senso che derivano dalla stessa cella.
La clonalità implica lo stato di una cellula o di una sostanza derivata da una fonte o dall'altra. Quindi ci sono termini come derivati policlonali da molti cloni; oligoclonali-derivanti da alcuni cloni; e derivato monoclonale da un clone. Questi termini sono più comunemente usati nel contesto di anticorpi o immunociti.

## Contesto
Questo concetto di clone assume importanza in quanto tutte le cellule che formano un clone condividono una discendenza comune, che ha una conseguenza molto significativa: il genotipo condiviso.
1. Uno degli usi più importanti è nella descrizione di un clone di cellule B. Le cellule B del corpo hanno due importanti fenotipi (forme funzionali) - le cellule del plasma che secernono, si differenziano terminalmente (cioè non possono dividere ulteriormente) e la memoria e le cellule ingenue - che conservano il loro potenziale proliferativo.
2. Un'altra area importante dove si può parlare di "cloni" di cellule è neoplasie. Molti dei tumori derivano da una cellula (sufficientemente) mutata, quindi sono tecnicamente un singolo clone di cellule. Tuttavia, durante il corso della divisione cellulare, una delle cellule può essere ulteriormente modificata e acquisire nuove caratteristiche per divergere come un nuovo clone. Tuttavia, questa visione dell'inizio del cancro è stata messa in discussione negli ultimi anni e molti tumori hanno avuto origine policlonale, cioè derivati da due o più cellule o cloni, incluso il mesotelioma maligno. [3]
3. Tutte le cellule della granulosa in un follicolo di Graaf sono in realtà cloni.
4. L'emoglobinuria parossistica notturna è un disturbo delle cellule del midollo osseo con conseguente riduzione della durata dei globuli rossi, che è anche un risultato dell'espansione clonale, cioè tutte le cellule alterate sono originariamente derivate da una singola cellula, il che compromette anche il funzionamento di altre cellule cellule del midollo osseo "normali".[4]

## Base della proliferazione clonale
La maggior parte delle altre cellule non può dividersi indefinitamente poiché dopo alcuni cicli di divisione cellulare le cellule smettono di esprimere un enzima telomerasi. Il materiale genetico, sotto forma di acido desossiribonucleico (DNA), continua ad accorciarsi con ogni divisione cellulare, e le cellule alla fine smettono di dividersi quando sentono che il loro DNA è ridotto in modo critico. Tuttavia, questo enzima in cellule "giovani" sostituisce questi frammenti persi (nucleotidi) del DNA, rendendo così possibili cicli di divisione cellulare quasi illimitati. Si ritiene che i suddetti tessuti abbiano un'espressione costituzionale elevata della telomerasi. Quando alla fine molte cellule sono prodotte da una singola cellula, si dice che l'espansione clonale abbia avuto luogo.

## Concetto della colonia clonale
Un concetto in qualche modo simile è quello di una colonia clonale (anche chiamata genet), in cui le cellule (solitamente unicellulari) condividono anche una discendenza comune, ma che richiede anche che i prodotti di espansione clonale risiedano in "un posto", o in stretta prossimità. Una colonia clonale sarebbe ben esemplificata da una colonia di coltura batterica o dai film batterici che sono più probabili essere trovati in vivo (ad es., Negli ospiti multicellulari infetti). Mentre le cellule dei cloni qui trattate sono cellule specializzate di un organismo multicellulare (di solito vertebrati) e risiedono in luoghi piuttosto distanti. Ad esempio, due plasmacellule appartenenti allo stesso clone potrebbero essere derivate da diverse cellule di memoria (a loro volta con clonalità condivisa) e potrebbero risiedere in posizioni piuttosto distanti, come il collo dell'utero (nel collo) e l'inguinale (nell'inguine) linfonodi.